# خلل التنسج الليفي متعدد العظام
خلل التنسج الليفي متعدد العظام (بالإنجليزية: Polyostotic fibrous dysplasia)‏ (المعروف أيضاً باسم مرض أولبرايت)
هو شكل من أشكال خلل التنسج الليفي التي تؤثر على أكثر من عظم. وتتضمن متلازمة ماكيون أولبرايت خلل التنسج الليفي متعدد العظام كجزء منها. يُعد البيسفوسفونات واحدًا من العلاجات التي استخدمت في هذه الحالة.